# Восточно-Эвенская культбаза
Восто́чно-Эве́нская культба́за (Нага́евская культба́за, Культбаза бухты Нагаева) — поселение в 1928—1930 годах, которое положила начало образованию города Магадан.
С конца 1930 года — центр Охотско-Эвенского округа в составе Дальневосточного края.

## История

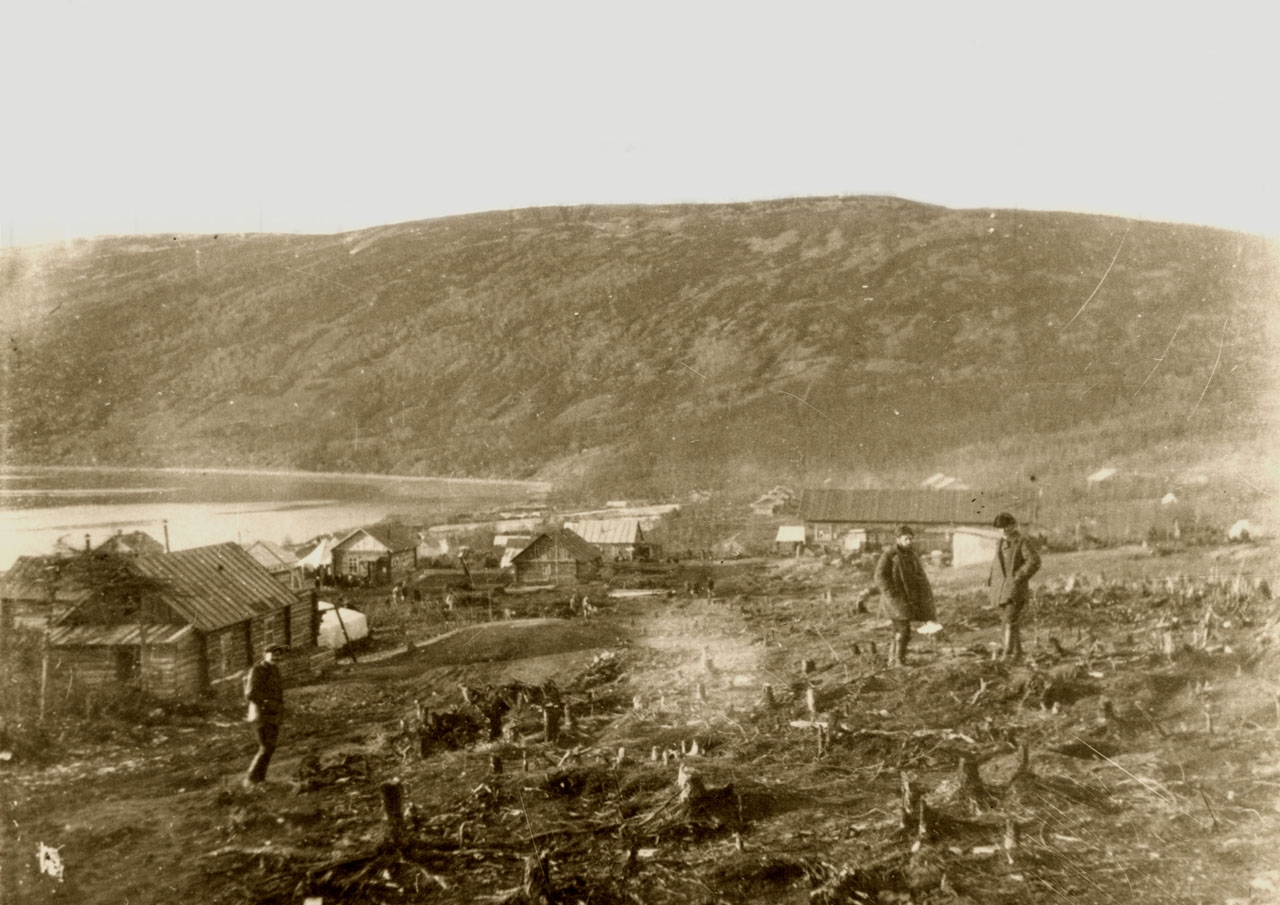
Восточно-Эвенская культбаза. 1931 г.

В 1920—1930-х годах на Северо-Востоке СССР в соответствии с концепцией культурной революции создавалась сеть культбаз, передвижных «красных юрт, чумов и яранг» для просвещения местного населения и воспитания подрастающего поколения. Строительством культбаз и другими вопросами национальной политики ведала созданная в 1924 году государственная организация — Комитет Севера при ВЦИК СССР с отделениями во многих регионах страны, в том числе и на Дальнем Востоке. В оборот были введены никогда ранее не употреблявшиеся термины, такие, как «туземное население», «тузрайон», «тузсовет» и т. п.
Место для строительства Восточно-Эвенской культбазы, призванной стать культурным центром «тузрайонов», было определено экспедицией зам. председателя Дальневосточного Комитета Севера Карла Яновича Лукса, обследовавшей бухту Нагаева летом 1928 года. В своём решении он руководствовался не только результатами обследования, но и рекомендациями специалистов, представителей местной власти и местных жителей. В частности, в дальневосточной краевой газете «Тихоокеанская звезда» в августе 1928 г. была опубликована статья председателя Ольского райисполкома М. Д. Петрова «Нагаево должно стать порт-базой», в которой предлагалось построить в бухте Нагаева морской порт «для развития региона и снабжения богатого золотом Сеймчана».
Решение о строительстве Восточно-Эвенской культбазы было закреплено постановлением Ольского райисполкома от 13 октября 1928 года и в декабре того же года утверждено Комитетом Севера в Москве. 22 июня 1929 года на берег бухты вышли первые строители, приступив к сборке трех жилых домов, школы, ветеринарного пункта, больницы, бани, здания интерната и других построек, часть из которых сохранилась до 1980-х гг. Торжественное открытие Восточно-Эвенской культбазы состоялось 7 ноября 1929 года. Первое время культбазе приходилось также выполнять функции милиции, погранпункта, лесного надзора и сельсовета, поскольку какие-либо органы власти в бухте Нагаева пока ещё отсутствовали, но если в 1929 году здесь проживало 75 человек, то в 1930 — уже 600, а в 1931 — около 5 тысяч человек.
В большей степени культбаза обслуживала новое население строящегося поселка, чем местных жителей. Местное население очень настороженно относилось к перспективам воспитания своих детей в школе. Случались и откровенные выступления против новых порядков. Так, в 1927 г. два долганских и два деллянских эвенских рода категорически заявили, что «им не нужно ни райисполкома, ни кооперативов, ни фельдпунктов, ни школ» и пригрозили вооруженным сопротивлением новой власти. В первый учебный 1929/1930 год в школе культбазы удалось собрать только 17 разновозрастных учеников. И хотя в следующем году количество учеников выросло до 44, в конечном итоге работа культбазы была признана неэффективной, и в 1931 году она была закрыта.

## Руководство
Первым заведующим Восточно-Эвенской культбазы был назначен Иван Андреевич Яхонтов.
Заместителем заведующего с 1929 года работал Николай Владимирович Тупицын, который был геологом, знал монгольский, китайский и английский языки.

## Другие поселения
Одновременно с культбазой на берегу Нагаевской бухты в 1929 г. возводились первые деревянные постройки Совторгфлота и Акционерного Камчатского общества. В 1930 году. государственным акционерным обществом «Союззолото» был организован портовый пункт для постоянного захода в бухту судов, и с открытием навигации сюда начали прибывать пароходы с людьми и грузами. Тогда же рядом с культбазой расположились конторы и палатки Добролёта, Ольского кооператива, Второй Колымской геологоразведочной экспедиции В. А. Цареградского, морского контрольно-пропускного пункта ОГПУ. «Союззолото» также перенёс из Олы в бухту Нагаево свою перевалочную базу.
Будущий город Магадан состоял поначалу из двух посёлков: Нагаево и Магадан.
Поселок Нагаево в 1930—1932 годах представлял собой весьма пёструю и колоритную картину: горы грузов на берегу, помимо первых деревянных строений — множество землянок и палаток из ситца, располагавшихся островками посреди нехоженой тайги, сотни старателей, совслужащих и рабочих, а также многочисленный контингент «искателей приключений». В 1931 году сюда прибыла также большая группа демобилизованных дальневосточных красноармейцев.
Летом 1930 года в долине реки Магаданки была построена конная база «Союззолота», к которой прорубили просеку из бухты Нагаева. На берегах реки Магаданки появились деревянные и глинобитные домики, землянки и палатки первых поселенцев, основавших поселок Магадан.
В конце 1930 года в составе Дальневосточного края образовался Охотско-Эвенский округ, центром которого стала Восточно-Эвенская культбаза, а весной 1931 года Ольско-Сеймчанский райисполком переносит районный центр из посёлка Ола в посёлок Нагаево.